# Смоленское сельское поселение
Смоленское сельское поселение — муниципальное образование в составе Северского района Краснодарского края России.
В рамках административно-территориального устройства Краснодарского края ему соответствует Смоленский сельский округ.
Административный центр — станица Смоленская.

## География
Поселение расположено в южной части Северского района. Оно граничит: на севере с Афипским городским поселением, на востоке с Григорьевским и Новодмитриевским, на юге с Шабановским и Азовским, а на западе с Северским сельским поселением. Также на юге с Смоленское поселение граничит с другими районами Краснодарского края — Туапсинским и Геленджикским.
По территории поселения протекают горные реки Афипс и Безепс. В связи с выгодным географическим расположением, живописной местностью и доступным расположением вблизи больших промышленных населенных пунктов и г. Краснодара, территория поселения привлекает массу отдыхающих особенно в весенне-летний период, а также в осенние месяцы.
Общая площадь территории поселения составляет 1360 квадратных километров.

## Население
| 2010  | 2012  | 2013  | 2014  | 2015  | 2016  | 2017  |
| ----- | ----- | ----- | ----- | ----- | ----- | ----- |
| 8577  | ↗8618 | ↗8679 | ↗8810 | ↗8907 | ↗8949 | ↗8999 |
| 2018  | 2019  | 2020  | 2021  | 2023  |       |       |
| ↗9076 | ↗9178 | ↗9246 | ↗9489 | ↘9453 |       |       |

Национальный состав населения — русские, украинцы, армяне, татары, азербайджанцы, белорусы, греки.

## Населённые пункты
В состав сельского поселения (сельского округа) входят 4 населённых пункта:
| № | Населённый пункт | Тип населённого пункта | Население (чел.) |
| - | ---------------- | ---------------------- | ---------------- |
| 1 | Крепостная       | станица                | ↘785             |
| 2 | Мирный           | посёлок                | ↘100             |
| 3 | Планческая Щель  | посёлок                | ↘101             |
| 4 | Смоленская       | станица                | ↗8327            |

## Инфраструктура
- Школы № 3 и № 49,
- Детские сады № 19 и № 41.
- Смоленская участковая амбулатория.
- На территории поселения имеются специализированные места для массового отдыха — это прежде всего турбаза «Крымская поляна» ООО «Краснодарского спортивно-туристического оздоровительного центра Кубань», на базе которого проводятся различные мероприятия в основном для детей и молодежи на уровне края и района.
- Крестьянское хозяйство «Нептун» (зарыбленные пруды), где оборудованы 32 места для рыболовов- любителей;
- ООО «Биомед», ст. Крепостная, зарыбленные пруды
- В районе п. Планческая Щель имеются лесные площадки для базирования альпинистов, горных туристов, охотничьи домики и охотничьи угодья.

## Экономика
Филиал Смоленский ООО «Предгорье Кавказа»; «Газпром трансгаз- Кубань» ПТУ по РНТО; Смоленское Сельпо; КС «Краснодарская»

## Русская православная церковь
На территории поселения расположены Храм в честь иконы Казанской Божией Матери в ст. Смоленская и Храм — часовня в честь Архистратига Михаила в ст. Крепостная.

## Памятники
- Мемориал воинам-освободителям, станица Смоленская,
- Памятник воинам-освободителям, станица Крепостная.